# Scilla (Italia)
Scilla (anticamente U Scigghiu in dialetto reggino) è un comune italiano di 4 428 abitanti della città metropolitana di Reggio Calabria in Calabria.
È una rinomata località turistica situata su un promontorio all’ingresso settentrionale dello stretto di Messina.

## Geografia fisica
(considerazione su Scilla dello scrittore Dumas)
Scilla è situata sull'omonima punta, che sorge a nord-est del capoluogo: il Promontorio Scillèo, proteso sullo Stretto di Messina, che anticamente veniva infatti denominato Stretto di Scilla.

## Origini del nome
Il toponimo Skýla (dal greco Σκύλα "cagna") richiama un misterioso mostro, responsabile di tempeste scatenatesi sul mare, che avrebbe provocato disastrosi naufragi. Descritta da Strabone come uno scoglio simile a un'isola, Scilla mantiene tuttora i tratti di questo paesaggio. I suoi pochi abitanti furono considerati, per tradizione, degli abili navigatori e conoscitori delle rotte, come narrato da San Girolamo.

## Storia
Le origini sono antichissime, confuse tra mitologia, storia, leggenda e poetiche immagini alimentate per millenni dalla suggestività dell'ambiente naturale.

### Mitologia e filologia
Secondo la mitologia greca, Scilla era una ninfa marina che per gelosia fu trasformata da Circe in un mostro mentre faceva il bagno in una caletta presso Zancle (l'odierna Messina); al posto delle gambe ebbe sei teste di cane che latravano, e lunghe code di serpente. La storia è raccontata nell'Odissea e nelle metamorfosi di Ovidio. Per chi però non s'accontentasse delle narrazioni mitologiche, ecco un'interessante ipotesi filologica delle origini sia dei nomi sia del mito di Scilla e Cariddi:
"Nell’antichità, a causa della tenuità e precarietà dell'informazione, spesso accadeva che voci e dicerie col passare dei secoli si accrescessero (fama crescit eundo, dicevano infatti i latini, o anche rumor multa fingit) fino a perdere il loro originario significato, talvolta addirittura trasfigurandosi in mitologia; quella della pericolosità della navigazione all’imboccatura settentrionale dello stretto di Messina, ossia in corrispondenza del passaggio tra la penisoletta di Scilla in Calabria e il capo siciliano di Cariddi, pericolosità considerata tale da arrivarsi addirittura a far derivare questi nomi da quelli di due mitologici spaventosi mostri divoratori di naviganti, in verità non corrisponde per nulla alla realtà delle cose, non essendoci infatti alcuna evidenza storica che ci confermi un particolare rischio nell’affrontare quel passaggio marittimo mediterraneo, il quale inoltre non fu nemmeno mai universalmente riconosciuto come rischioso quanto lo furono invece Capo Horn, il Capo di Buona Speranza e Capo Agulhas, passaggi questi ancor oggi battuti da violenti venti e possenti correnti oceaniche. Da dove nasceva allora questa paurosa fama di Scilla e Cariddi? Probabilmente una certa pericolosità per le piccole e leggere imbarcazioni antiche doveva esserci, ma questo evidentemente prima che i frequenti e devastanti terremoti e maremoti succedutisi nel corso del tempo in quella sfortunata zona ne avessero sicuramente mutato la geografia sottomarina.
Il primo a parlarci di Scilla e Cariddi come di mitici mostri sanguinari fu Omero nella sua Odissea, poema a cui poi tanti antichi scrittori si rifecero data l’autorevolezza della fonte. Nacque pertanto più tardi il detto: ‘Incappa in Scilla volendo evitare Cariddi’ (Incidit in Scillam, cupiens evitare Charybdim) per significare ‘cadere dalla padella nella brace’; ma in realtà schille (σϰίλλαι) nome greco calabrese, e caridi (ϰαρίδες), nome greco siciliano, avevano lo stesso significato, trattandosi infatti di due dei tanti nomi che allora nel Mediterraneo si davano ai gamberetti; un altro per esempio era palinuri (παλίνουροι), ma questo si usava più a nord, cioè per indicare quei crostacei che si potevano trovare e pescare appunto a Capo Palinuro (per inciso, anche questo nome poi fu mitizzato). Molto probabilmente dunque ‘essere tra Scilla e Cariddi’ non significò in origine trovarsi tra due pericoli di pari gravità, come più tardi invece si fraintese, ma volle semplicemente dire ‘se non è zuppa è pan bagnato’, cioè ‘è inutile che tu te ne stia a riflettere se far sosta a Scilla o a Cariddi, tanto sempre gamberetti dovrai mangiare’. E dovevano essere anche crostacei molto buoni perché il Suida narra che il famoso buongustaio romano Apicio, autore di un ricettario di cucina vissuto tra I secolo a.C. e I secolo d.C.,  era talmente ghiotto di gamberi, gamberetti e astachi che girava il Mediterraneo su una sua nave recandosi e fermandosi là dove c’era fama che si trovassero i migliori crostacei; e proprio per questo motivo fu costretto a soggiornare per qualche tempo a Minturno nel Lazio, perché ne aveva fatto proprio là scorpacciate tanto smodate da restarne ammalato. Suida, Lexicon, graece et latine. T.3, p. 266. Halle e Brunswick, 1705."
Secondo Palifato, Polibio e Strabone, il primo nucleo abitato di Scilla risalirebbe ai tempi della guerra di Troia. In questa remota epoca si è soliti riconoscere nella penisola italica ondate di migrazioni di popolazioni ibero-liguri provenienti dal mare e dirette verso sud. Si ritiene dunque che tali popolazioni potrebbero aver fondato qualche villaggio lungo i terrazzamenti più bassi del crinale aspromontano sud-occidentale, digradante verso lo Stretto. Trattandosi di popoli di pescatori, presumibilmente elessero come area d'insediamento il sito adiacente alla rupe centrale di Scilla, dove la presenza dei numerosissimi scogli agevolava la pratica della pesca, consentendo al tempo stesso la costruzione delle rudimentali capanne.

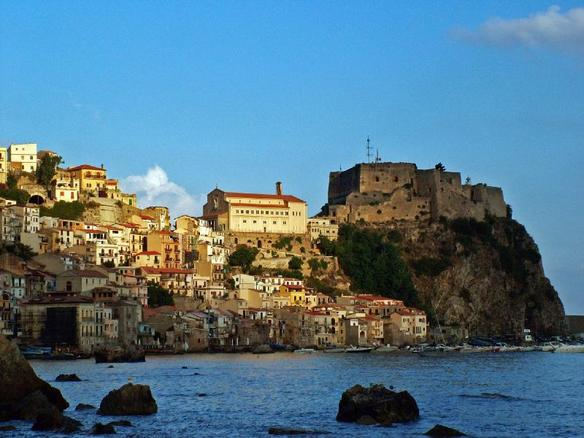
Il quartiere di pescatori di Chianalea con il Castello Ruffo

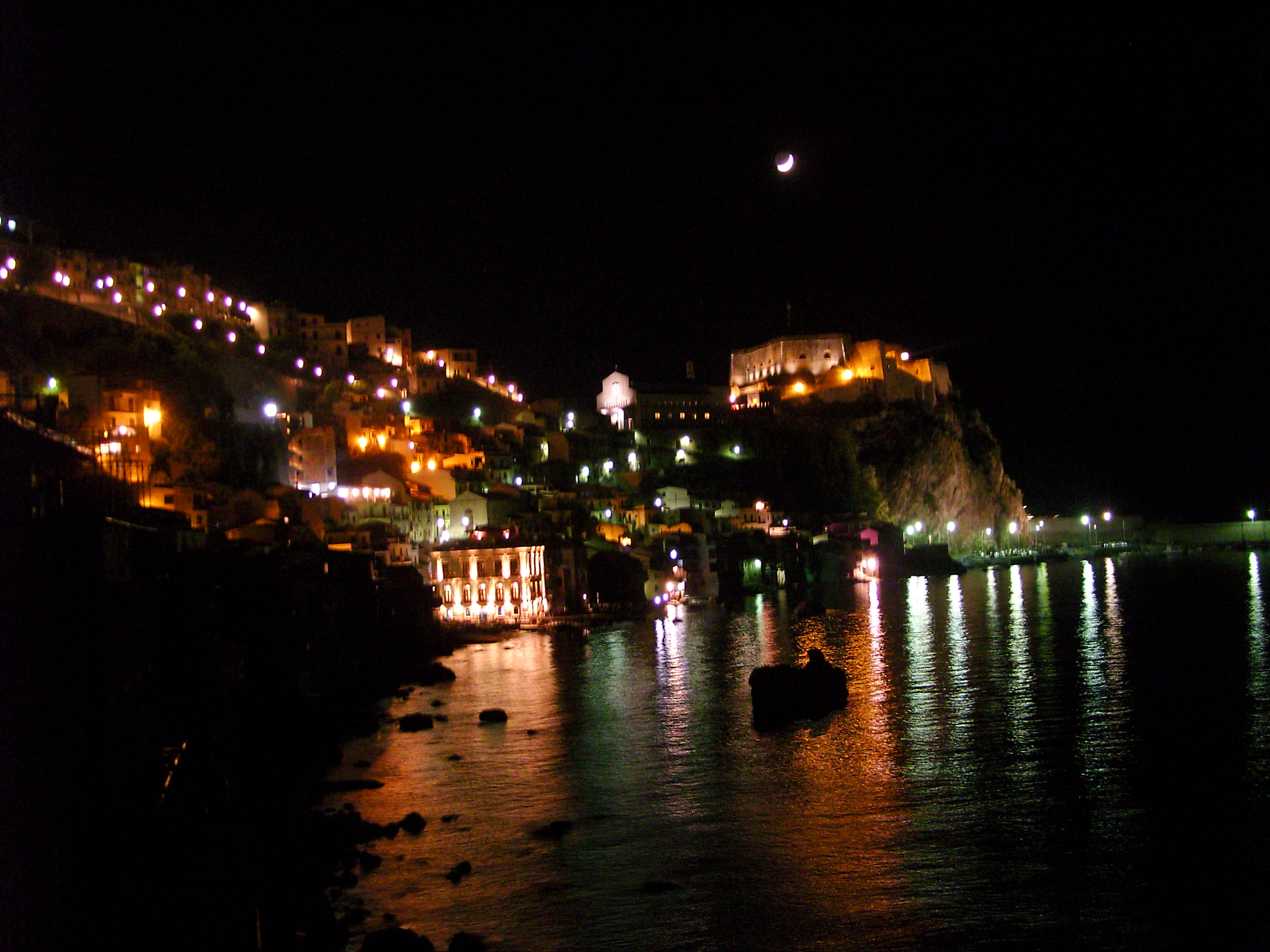
Il quartiere di pescatori di Chianalea con il Castello Ruffo di notte

Tale ipotesi è in parte avvalorata dallo stesso Omero allorquando, nel descrivere Crataia come madre di Scilla, lascia intendere l'esistenza di uno stretto legame tra questa e la nascita del mito del Monstruum Scylaeum, da intendersi sorto ancora alla prima frequentazione umana del tratto di mare antistante l'odierna cittadina. Dal momento che Crataia è da più parti identificata con il vicino torrente Favazzina, ancora ai tempi del Barrio chiamato fiume dei pesci, se ne potrebbe dedurre che gruppi di popoli dediti alla pesca, giunti via mare lungo la bassa costa tirrenica, inizialmente siano approdati alla foce di questo fiume, dove era agevole praticare l'attività, e successivamente si siano spostati più a sud, trasferendo la propria residenza presso la costa scillese, più ricca di pesci.

### Prime notizie, età magnogreca
In mancanza di precedenti testimonianze attendibili circa le epoche più remote, si è propensi a far risalire la prima fortificazione di Scilla agli inizi del V secolo a.C., allorquando durante la tirannide di Anassilao la città di Reggio raggiunse una notevole importanza, che le permise di ostacolare per oltre due secoli l'ascesa di potenze rivali.
Strabone racconta che nel 493 a.C. il tiranno di Reggio, Anassila il giovane, per porre fine alle reiterate razzie perpetrate dai pirati tirreni a danno dei commerci aperti dalla città con le colonie tirreniche, avesse mosso contro di loro con un forte esercito, sconfiggendo e scacciando i pirati da queste terre. Per i Tirreni gli innumerevoli scogli e l'alta rocca caratterizzanti la costa scillese costituivano un rifugio naturale ideale, luogo inaccessibile da cui dirigere redditizie scorrerie lungo le coste, nascondiglio sicuro per il bottino e baluardo di difesa contro eventuali controffensive nemiche.

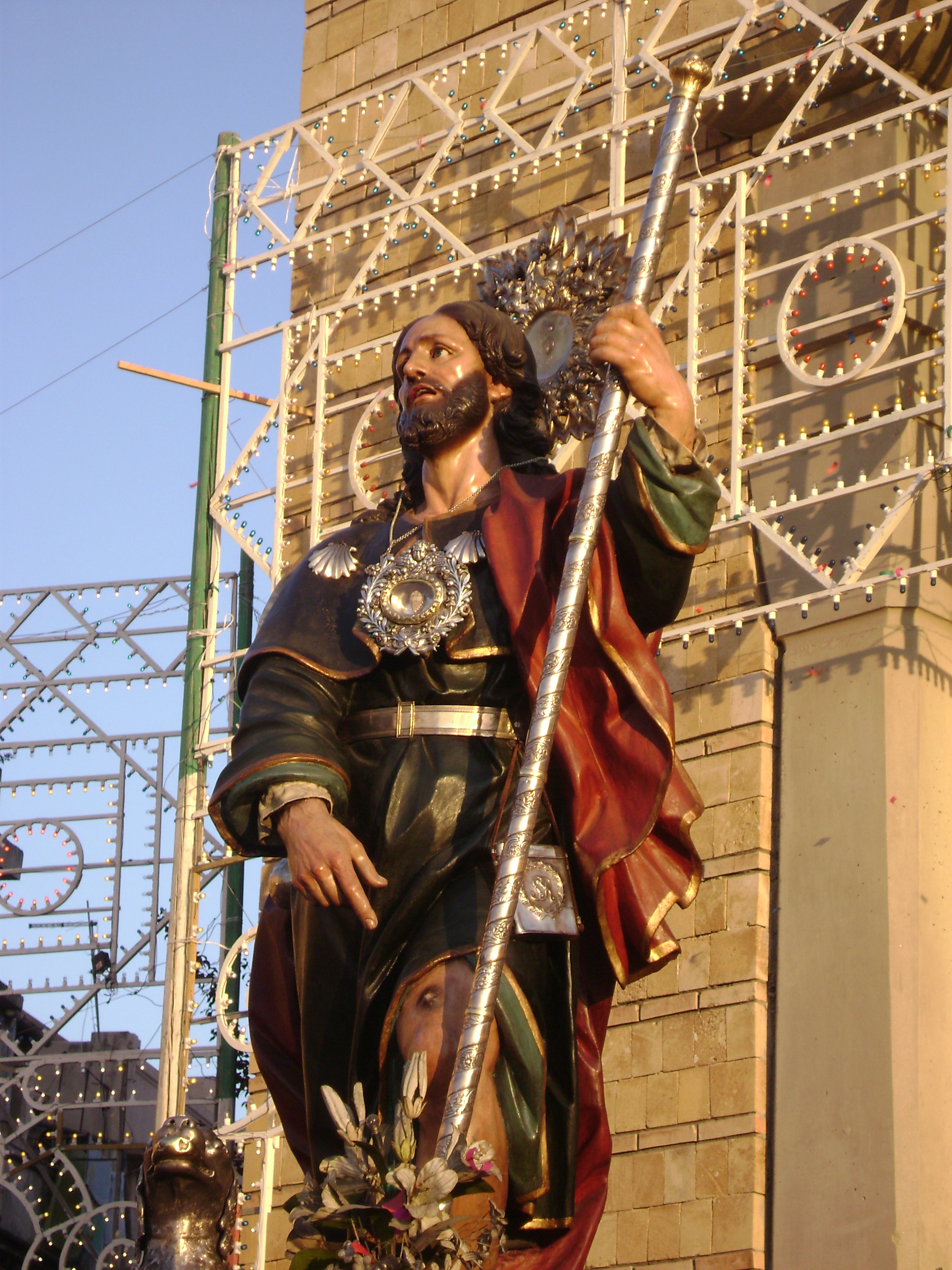
La statua di San Rocco al momento dell'uscita dalla chiesa per la processione. Scilla, 22 agosto 2007.

Presumibilmente sorsero quindi contrasti e lotte tra i primi marinai e pescatori che avevano occupato la zona e i pirati Tirreni, alla cui bellicosità forse si deve attribuire la causa dell'arretramento dal mare dei pescatori, ostacolati dai pirati nella pratica su cui basavano il proprio sostentamento. Ciò spiegherebbe il trasferimento di residenza verso la zona alta di Scilla - l'attuale quartiere di San Giorgio - attuato da queste genti marinare, che si trasformano in agricoltori e cacciatori e mantengono poi attive le nuove pratiche fino all'età moderna.
Espertissimi nella navigazione, i Tirreni avevano dominato a lungo da incontrastati padroni le rotte del Mediterraneo, esercitando il proprio predominio soprattutto nello Stretto, grazie al presidio posto sulla rupe scillese, all'imboccatura del canale, presumibilmente fortificato. Più tardi però questi vennero sconfitti dai reggini, vittoria questa che segna un momento significativo nella storia di Scilla, considerata da Anassila un importante avamposto di controllo sulle rotte marittime. Mentre si assicura il dominio sul territorio circostante inglobando una nuova sezione del Chersoneso reggino, al tempo stesso Anassila ha cura di realizzare una stazione delle navi a Capo Pacì, ordinando la costruzione di un porto dotato di un agguerrito presidio militare.
L'opera di fortificazione dell'alto scoglio fu portata a termine dai successivi tiranni reggini, spesso impegnati in scontri con i pirati che combattono avvalendosi del porto fortificato appositamente costruito nella piccola borgata  di Monacena (ossia, nascondiglio isolato , una zona anticamente riparata da alcune caverne poi distrutte), verso Capo Pacì, in un luogo inaccessibile dal lato opposto allo scoglio. Baluardo della sicurezza dei reggini, la fortificazione di Scilla dotata di approdo è di fondamentale importanza agli effetti del felice esito della guerra contro la pirateria, consentendo ai tiranni di Reggio di opporre per lungo tempo una valida resistenza contro gli attacchi di nuovi nemici e contro i continui tentativi di rivalsa dei Tirreni sconfitti.
Agli inizi del III secolo a.C., dopo la presa di Reggio ad opera del tiranno di Siracusa Dionisio I, che nel 386 a.C. aveva distrutto la flotta navale della città di stanza a Lipari e nel porto di Scilla, I pirati tirreni tornarono ad essere audaci e si reinsediarono sul promontorio scillese, dove ripresero a dedicarsi alla pirateria avvalendosi del preesistente porto fortificato fino a quando, nel 344 a.C., il prode Timoleonte di Corinto riuscì a sconfiggerli definitivamente.
Per quanto riguarda la successiva storia della fortificazione dell'imponente scoglio di Scilla, si ha testimonianza di come essa coincida con la storia delle vicende che hanno caratterizzato il reggino all'indomani della tirannide siracusana.
In tarda età magnogreca lo scoglio scillese è una fortezza, conosciuta come Oppidum Scyllaeum, successivamente potenziata nelle sue strutture militari durante l'età romana, allorquando porto ed oppidum costituiscono un funzionale ed efficiente sistema di difesa per i nuovi dominatori del Mediterraneo.

### Epoca romana
Alla fine del II secolo a.C., durante le guerre condotte dai Romani contro i Tarantini sostenuti da Pirro, e in particolare durante la prima e la seconda guerra punica, i Cartaginesi che avevano stretto alleanza con i Bruzi e circolavano liberamente lungo le coste reggine, furono fermati nella loro ascesa proprio grazie alla strenua resistenza opposta loro dalla fortificata città di Scilla, alleata di Roma.
L'importanza della Scilla latina cominciò a decadere all'indomani della conquista romana delle terre siciliane quando, dopo Reggio e Siracusa, Messina assurse al ruolo di nuovo caposaldo per il controllo dello Stretto.
Pur tuttavia Scilla, posta all'imbocco settentrionale del canale, continuò a costituire un'importante tappa d'approdo lungo la costa tirrenica continentale, tant'è che nel 73 a.C., durante la guerra condotta dai romani contro gli schiavi, la cittadina sembra essere stata prescelta da Spartaco, a capo dei ribelli, per accamparsi in attesa di poter attraversare lo Stretto.
La fuga in Sicilia, progettata dagli schiavi ribelli con il ricorso a zattere costruite col legno di castagno estratto dai boschi scillesi, non ebbe tuttavia alcun esito a causa della presenza lungo lo Stretto delle minacciose navi pompeiane.
Successivamente il tratto di mare antistante la cittadina fu teatro degli avvenimenti che segnarono l'ultimo scontro tra Pompeo e l'armata dei Triumviri, conclusosi nel 42 a.C. con la disfatta del primo.
In quel frangente il porto di Scilla offrì opportuno rifugio alle navi di Ottaviano pressate dalla flotta di Pompeo, allorquando il futuro Augusto, nel tentativo di rimandare lo scontro finale ad un momento a lui più propizio, colse l'importanza strategica di Scilla e, una volta liberatosi definitivamente dei rivali, decretò l'ulteriore fortificazione del suo porto.

### Era cristiana
Dopo Ottaviano non sembra che la fortificazione scillese abbia conosciuto nuovi rimaneggiamenti, sebbene la cittadina continui a detenere l'importante ruolo di centro marittimo locale, come testimonia san Gerolamo quando, approdato nel 385 a Scilla durante il suo viaggio verso Gerusalemme, ci ha lasciato testimonianza nel III libro delle sue opere, circa la grande esperienza dei marinai scillesi, capaci di fornirgli consigli assai utili per il buon proseguimento della navigazione.
Lo stato di abbandono in cui sembra trovarsi la fortezza di Scilla in tarda età romana, presumibilmente, dipende dal localizzarsi la stessa al di fuori degli itinerari terrestri percorsi dai barbari, durante le loro invasioni nel sud della penisola.
Costoro, infatti, nel loro "calare" a sud, utilizzano i tracciati viari romani rimasti agibili in quell'epoca di decadenza. Scilla, che non era allacciata alla via Popilia, unica strada consolare esistente lungo la costa tirrenica, rimane dunque estranea ai fatti essenziali del tempo.
Difatti la Via Consolare Popilia, nel tratto più meridionale del suo percorso non bordeggiava la costa, bensì risaliva verso l'interno passando per Solano e, superate le Grotte di Tremusa, raggiungeva la statio ai Piani della Melia, dirigendosi poi verso Cannitello, «ad Fretum», senza ripiegare verso Scilla.

### Età bizantina
Ai primi monaci basiliani gli storici attribuiscono la fondazione del Monastero e della chiesa di San Pancrazio, tra l'VIII e il IX secolo d.C., fortificati per volontà della stessa Bisanzio, che aveva affidato ai Padri il compito di difesa delle coste dello Stretto.

### Era moderna e contemporanea
Il terremoto del 1783 rappresenta uno spartiacque importante nella storia di Scilla per la particolare violenza con la quale si abbatté sulla cittadina e anche perché rappresentò la fine di uno sviluppo economico che Scilla ebbe lungo tutto il settecento. Il successivo terremoto del 1908 costò a Scilla ed anche a Messina migliaia di morti. Gli scillesi per sfuggire ai violenti movimenti tellurici dopo il crollo delle loro abitazioni si riversarono sulla spiaggia pensando di essere al sicuro ma un violento maremoto si abbatté sulla spiaggia travolgendoli e finendo così di decimare la popolazione. In tempi più recenti, parallelamente alla emigrazione verso il Nord Italia, tipica della zona, vi fu un certo fermento culturale.

### Simboli
Lo stemma viene così descritto nello statuto comunale: «consiste in una monade con all'interno una sirena con il volto di donna e nel bordo esterno la dicitura SCILLÆ CIVITAS».
Esso quindi raffigura una sirena coronata con due code tenute insieme con le mani, e reca la dicitura latina Scillæ Civitas ("la città di Scilla"). Lo stemma non è racchiuso nel tradizionale scudo sannitico prescritto normalmente per gli stemmi dei comuni italiani.
Il gonfalone è un drappo di azzurro.

## Monumenti e luoghi d'interesse

### Ritrovamenti archeologici
Tracce dei resti dell'antico porto, oggi scomparse a causa delle violente tempeste e delle fortissime correnti marine, furono rinvenute ancora nel XVIII secolo a seguito delle ricerche effettuate dallo studioso locale Rocco Bovi.

## Società

### Evoluzione demografica
Abitanti censiti

### Etnie e minoranze straniere
Al 31 dicembre 2023 gli stranieri residenti nel comune erano 133, ovvero circa il 2,8% della popolazione. Di seguito sono riportati i gruppi più consistenti:
1. Romania 43
2. Ucraina 14
3. Albania 13
4. Polonia 10

### Religione
San Rocco è il patrono della città, mentre la parrocchia arcipretale è intitolata a Maria Santissima Immacolata.

## Geografia antropica

### Quartieri

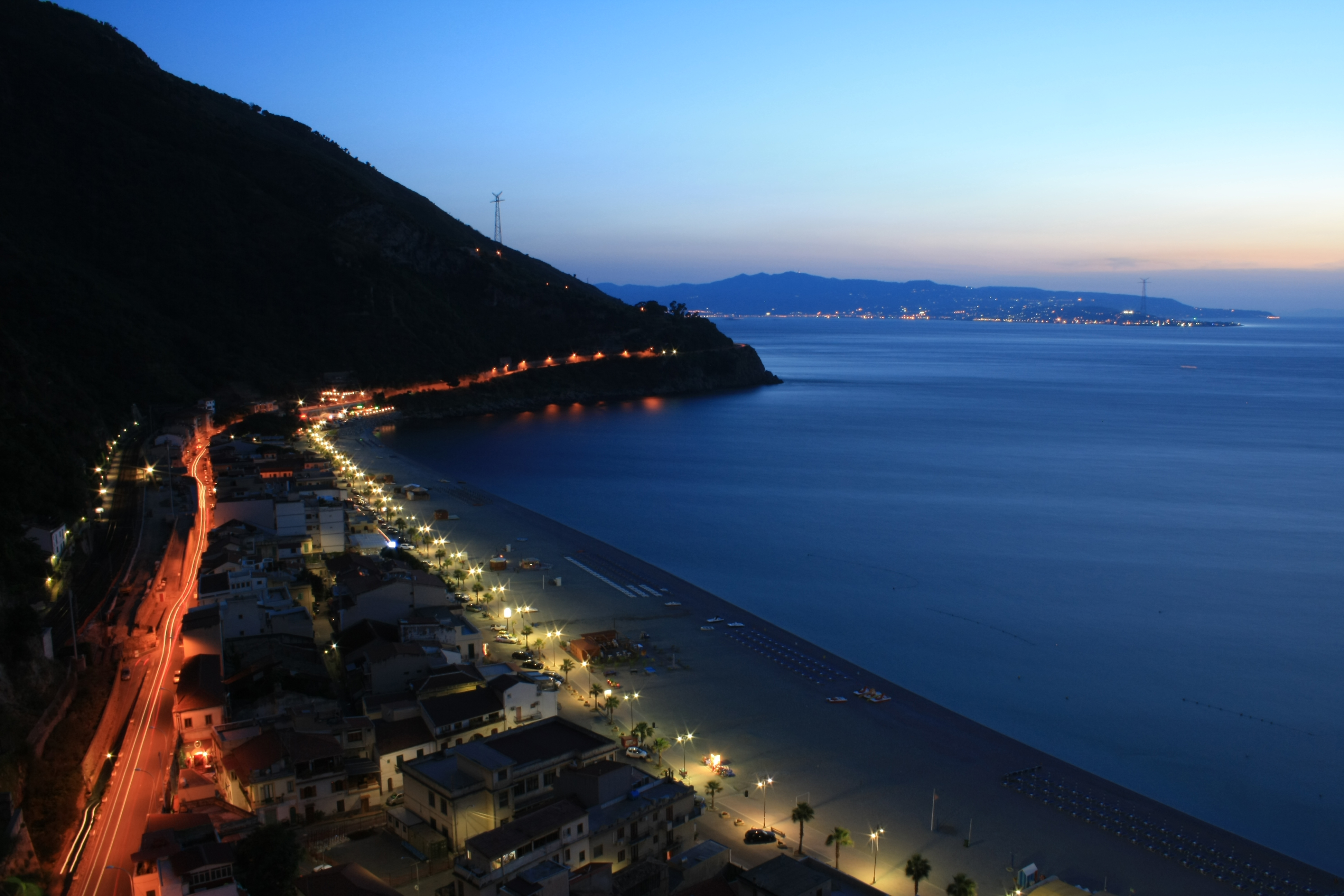
Panorama di Marina Grande da piazza San Rocco.

#### San Giorgio
Il centro storico di Scilla è denominato "San Giorgio", e si sviluppa intorno alla Piazza San Rocco, nella quale hanno sede, fra l'altro, la chiesa di San Rocco, patrono di Scilla, e il palazzo comunale. La Piazza San Rocco è costituita da un vasto terrazzamento costruito su un costone di roccia, e si affaccia a strapiombo sul panorama dello Stretto di Messina. Lo sguardo abbraccia Punta Pacì (che delimita l'estremità meridionale dell'area di Scilla), la Sicilia (in particolare Ganzirri e, nelle giornate terse, Capo Milazzo), in lontananza alcune delle Isole Eolie (Lipari, Panarea e Stromboli), e il Castello Ruffo.
Il centro storico comprende l'antico abitato di Bastìa, contraddistinto dalle basse casette affacciate sui caratteristici vicoli. Alcuni elementi architettonici dello stile locale originario restano visibili nelle costruzioni oggi esistenti, fra i quali il caratteristico arco ribassato e la tipica finestrella di forma circolare.

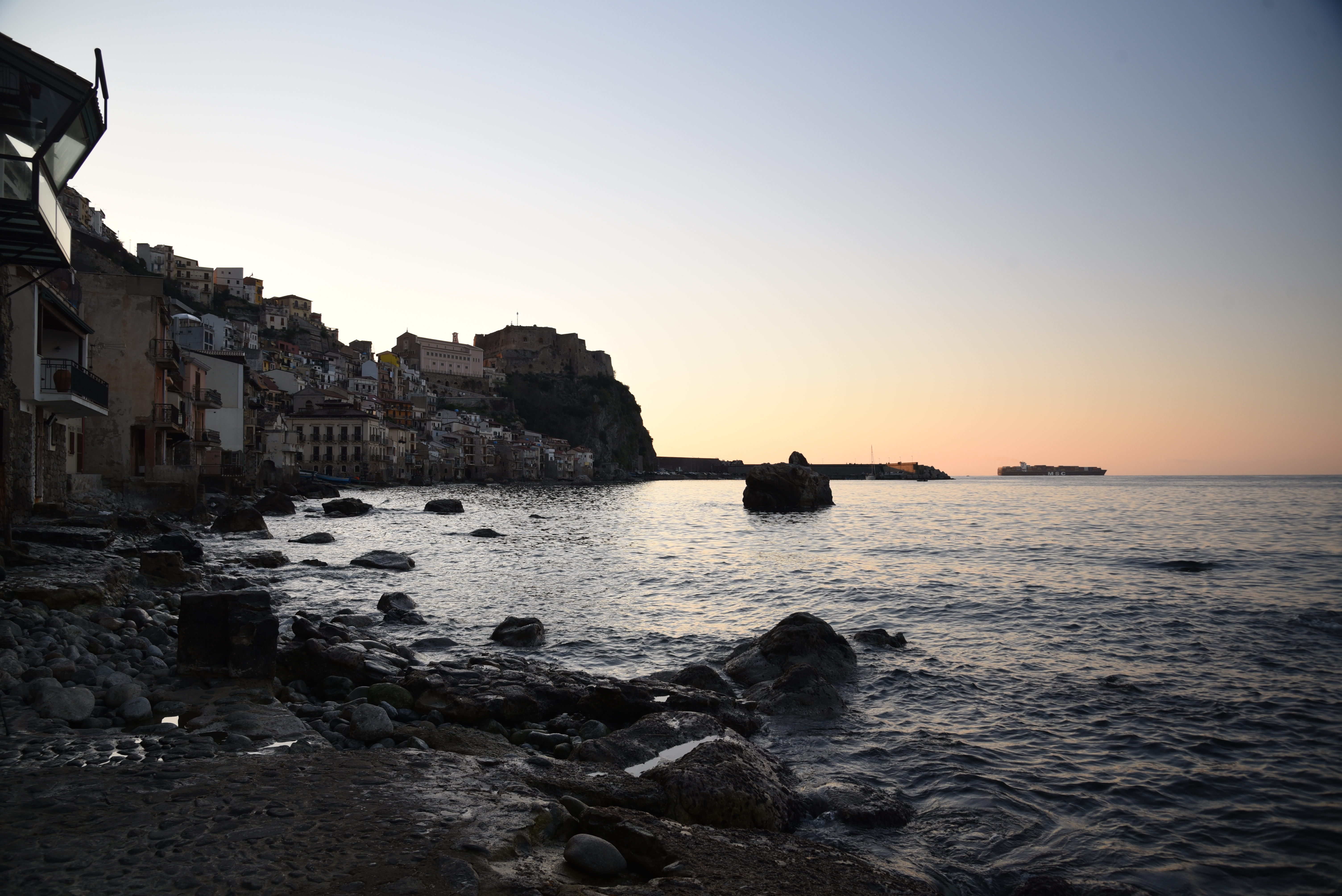
Tramonto estivo a Chianalea

#### Chianalea
Chianalea (a Chjanalèa) ossia Piana delle Galee, nome di un'antica imbarcazione ovvero sinonimo arcaico di pescespada. Zona costiera situata sul versante settentrionale della scogliera che ospita il Castello che la divide da Marina Grande. Chianalea offre solo pochi metri di spiaggia essendo quasi tutta la sua costa costituita da scogli e rocce che rendono pericoloso e difficile entrare in acqua. Tutta Chianalea è percorsa da un'unica strada che la connette da un lato con il porto e dall'altro con la SS18. Elemento piacevole della zona è il grande numero di case costruite quasi tutte a ridosso del mare, che le hanno valso il soprannome di "piccola Venezia del Sud". Si colloca infine a metà tra Marina Grande e Chianalea il già menzionato porto che ospita barche da pesca e, durante il periodo estivo, piccole e medie imbarcazioni da diporto. Chianalea è stata per un periodo inserita nella lista de I borghi più belli d'Italia, ed è stata segnalato dalla CNN come uno dei 20 paesi più belli d'Italia.

### Marina Grande
Si tratta della zona della spiaggia, delimitata, a sud e a nord, da due imponenti costoni di roccia. Un'altra attrattiva di Marina Grande è la chiesa cinquecentesca dello Spirito Santo, dove si trova il dipinto di Francesco Celebrano La discesa dello Spirito Santo (1799).

#### Jeracari
Si tratta dell'espansione più recente del centro abitato, si è formata circa trent'anni fa ed è costituita prevalentemente da cooperative, inoltre vi si trova il Campo sportivo comunale. Il quartiere è separato dal centro storico da una piccola zona disabitata e dal cimitero. Zona un tempo ricca di vigneti, in tempi recenti vi sono stati costruiti molti condomini.

#### Frazioni
Sono inoltre frazioni del comune di Scilla, separate dai quattro quartieri del capoluogo:
- Favazzina, situata sulla costa tirrenica, a pochissimi chilometri a nord del capoluogo comunale, è una piccola e accogliente stazione balneare.
- Melia, in cui sono fiorenti l'agricoltura e l'allevamento, è situata a 645 metri s.l.m., in una posizione ideale per la vicinanza al mare di Scilla (circa 15 minuti in auto), ed agli stabilimenti montani di Gambarie.
- Solano Superiore, situata alle pendici dell'Aspromonte, è molto apprezzata per la mitezza del clima durante il periodo estivo. È contigua a Solano Inferiore, frazione del comune di Bagnara Calabra. Apprezzata per la coltivazione delle patate e per l'allevamento dei maiali e delle capre.

## Economia

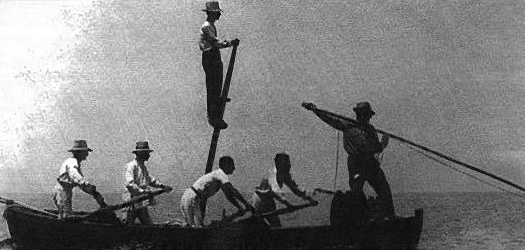
Pesca tradizionale del Pescespada.

Una delle principali attività cui era dedita la popolazione, fino a qualche anno fa, era la pesca che trovava la sua più alta espressione nella "caccia" al pescespada (pesca tradizionale) condotta con il lontre, una speciale barca a remi usata fino agli anni cinquanta, e successivamente con la passerella, una speciale barca a motore con una lunga passerella a prua e un'alta antenna centrale, detta falere, che serve per rilevare la presenza del pesce.
Questa attività ha rivestito un importante ruolo nell'organizzazione sociale di Scilla. Prevedeva un uso dello spazio che rispondeva a delle regole ben precise per evitare conflitti e lo sfruttamento del mare. È importante notare come l'organizzazione del lavoro di molti pescatori fosse legato ad una profonda etica, che faceva sì che nutrissero un profondo rispetto dell'ambiente. L'attenzione verso quest'ultimo era così alta che i pescatori erano non a caso definiti "guardiani del mare".
La pesca, inoltre, riguardava non solo la sfera economica ma soprattutto quella culturale, sociale, e politica, dal momento che implicava relazioni sociali e strutture che regolavano la vita di tutti.
Altra attività sempre in crescita è il turismo, attraendo Scilla per il mare, le spiagge, l'offerta di ristorazione, le bellezze naturali e le opere architettoniche.

## Infrastrutture e trasporti

### Strade
Scilla è attraversata dalla strada statale 18 Tirrena Inferiore. Inoltre è servita dall'omonimo svincolo dell'autostrada A2 del Mediterraneo, collegato alla città tramite la SS737 di Scilla.

### Ferrovie
La città è servita da due stazioni poste sulla ferrovia Salerno-Reggio Calabria: quella di Scilla e quella di Favazzina.

### Porti

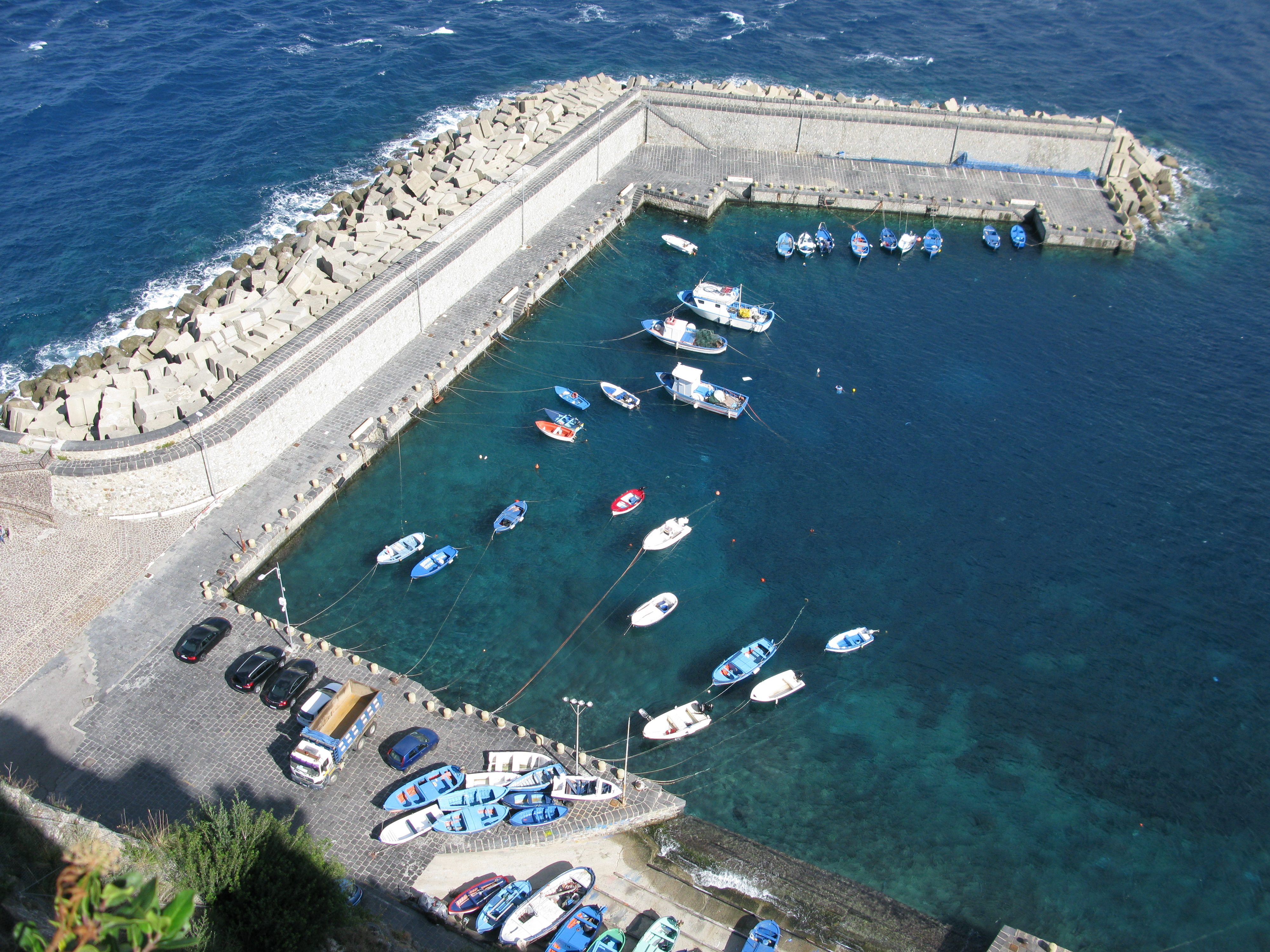
Vista del porto dal castello Ruffo

Il porto di Scilla è uno scalo turistico peschereccio e porto rifugio della Costa Viola, sorge sotto la rupe da cui si erge il castello "Ruffo" proprio all'imbocco nord dello Stretto di Messina.

## Amministrazione

### Elenco di sindaci e commissari prefettizi dal 1946
- Rocco De Marco, marzo 1946, sindaco
- Giuseppe D'Amico, ottobre 1946, sindaco
- Antonio Bellantoni, gennaio 1949, sindaco
- Emanuele Colasurdo, Rocco Lo Faro, novembre 1949, commissario prefettizio, sub commissario
- Antonia Assunta Paladino, giugno 1952, sindaco; La dottoressa Antonia Paladino, sindaco di Scilla negli anni cinquanta del XX secolo, è stata fra le prime donne a ricoprire la carica di primo cittadino in Italia.
- Mario Micale, luglio 1954, commissario prefettizio
- Francesco Dente, maggio 1955, commissario prefettizio
- Pietro Panuccio, maggio 1956, sindaco
- Rocco Minasi, gennaio 1965, sindaco
- Pietro Panuccio, giugno 1970, sindaco
- Rocco Siclari, giugno 1976, sindaco f. f.
- Vincenzo Panzera, febbraio 1977, commissario prefettizio
- Giuseppe Vita, luglio 1979, sindaco
- Antonio Cardona, settembre 1981, sindaco
- Giuseppe Vita, aprile 1983, sindaco
- Gaetano Ciccone, giugno 1983, sindaco
- Giuseppe Pirrotta, maggio 1986, sindaco
- Pasquale Caratozzolo, luglio 1988, sindaco
- Pasquale Ciccone, marzo 1992, sindaco
- Antonino Galletta, luglio 1992, sindaco
- Bruno Briganti, novembre 1992, sindaco

| Periodo           | Periodo           | Primo cittadino                                 | Partito                             | Carica                    | Note   |
| ----------------- | ----------------- | ----------------------------------------------- | ----------------------------------- | ------------------------- | ------ |
| 6 giugno 1993     | 27 aprile 1997    | Grazia Martello                                 | Democrazia Cristiana                | sindaco                   |        |
| 27 aprile 1997    | 13 maggio 2001    | Rocco Bueti                                     | lista civica di centro-sinistra     | sindaco                   |        |
| 13 maggio 2001    | 29 maggio 2006    | Gaetano Ciccone                                 | lista civica                        | sindaco                   |        |
| 29 maggio 2006    | 16 maggio 2011    | Gaetano Ciccone                                 | lista civica                        | sindaco                   |        |
| 16 maggio 2011    | 27 giugno 2014    | Pasquale Caratozzolo                            | lista civica Scilla domani          | sindaco                   |        |
| 27 giugno 2014    | 31 maggio 2015    | Aldo Aldi                                       |                                     | commissario straordinario |        |
| 31 maggio 2015    | 22 marzo 2018     | Pasqualino Ciccone                              | lista civica Noi per Scilla         | sindaco                   |        |
| 22 marzo 2018     | 21 settembre 2020 | Samuele De Lucia Filippo La Cava Antonino Costa |                                     | commissario straordinario | [ 16 ] |
| 21 settembre 2020 | 25 maggio 2025    | Pasqualino Ciccone                              | lista civica Scilla riparte         | sindaco                   |        |
| 26 maggio 2025    | in carica         | Gaetano Ciccone                                 | lista civica Sviluppo e solidarietà | sindaco                   |        |

## Sport

### Calcio
- La principale società calcistica è l'Associazione Calcio Scillese, il colore della squadra è l'azzurro. Milita in Prima Categoria Calabria (2017-2018);
- La seconda società calcistica è l'Associazione Sportiva Dilettantistica Calcio Scilla 2017. I colori sociali della squadra sono bianco azzurro. Milita in Terza Categoria Calabria (2017/2018).

### Tennis
- Il paese ospita un campetto da tennis comunale presso Via Parco alle spalle della scuola media stale di Scilla, gestito dalla società sportiva "ASD Tennis Club Three Brothers Pharaon di Gallico" che vanta 5 Campionati Regionali di Serie C, 2 Campionati Nazionali di Serie B e numerosi allievi seguiti a livello Nazionale e Mondiale.